# Matisse & Sadko
Matisse & Sadko là một bộ đôi DJ và nhà sản xuất thu âm người Nga đến từ St. Petersburg, bao gồm anh em Alexander and Yury Parkhomenko. Họ được biết đến nhiều nhất khi họ hợp tác với DJ người Hà Lan Martin Garrix "Dragon", "Forever", "Break Through The Silence", "Hold On" và "Together" đã được các nhà phê bình đón nhận tích cực.

## Đĩa nhạc

### Bảng xếp hạng đĩa đơn
| Tên                                                                            | Năm  | Vị trí cao nhất trên bảng xếp hạng | Vị trí cao nhất trên bảng xếp hạng | Album                                         |
| Tên                                                                            | Năm  | BEL (Fl)                           | BEL (Wa)                           | Album                                         |
| ------------------------------------------------------------------------------ | ---- | ---------------------------------- | ---------------------------------- | --------------------------------------------- |
| "Hi Scandinavia!"                                                              | 2011 | —[A]                               | —[B]                               | không có album đĩa đơn                        |
| "SLVR" (với Steve Angello)                                                     | 2013 | —[C]                               | —[D]                               | không có album đĩa đơn                        |
| "Riot" (với Arty)                                                              | 2014 | —[E]                               | —                                  | không có album đĩa đơn                        |
| "Dragon" (với Martin Garrix)                                                   | 2015 | 55[F]                              | 26[G]                              | Break Through the Silence (với Martin Garrix) |
| "Break Through the Silence" (với Martin Garrix)                                | 2015 | —                                  | 39[H]                              | Break Through the Silence (với Martin Garrix) |
| "—" nghĩa là không có dữ liệu hoặc bản nhạc không được phát hành ở khu vực đó. |      |                                    |                                    |                                               |

## Đĩa đơn
| Năm  | Tên                                                                          | Hãng đĩa                      | Album                  |
| ---- | ---------------------------------------------------------------------------- | ----------------------------- | ---------------------- |
| 2011 | "Svenska"                                                                    | Armada Zouk                   | Không có album đĩa đơn |
| 2011 | "We’re Not Alone [Hi Scandinavia!]" (với Olly James)                         | Armada Zouk                   | Không có album đĩa đơn |
| 2011 | "Amulet"                                                                     | Pilot                         | Không có album đĩa đơn |
| 2012 | "The Legend" (với Swanky Tunes)                                              | Refune Music                  | Không có album đĩa đơn |
| 2012 | "Trio" (với Arty)                                                            | Axtone Records                | Không có album đĩa đơn |
| 2012 | "Chemistry (Turn the Flame Higher)" (với Hard Rock Sofa và với Swanky Tunes) | Showland Records              | Không có album đĩa đơn |
| 2013 | "Stars"                                                                      | DOORN Records                 | Không có album đĩa đơn |
| 2014 | "Sigure"                                                                     | DOORN Records                 | Không có album đĩa đơn |
| 2014 | "Azonto"                                                                     | Armada Trice                  | Không có album đĩa đơn |
| 2014 | "Persia"                                                                     | Size Records                  | Không có album đĩa đơn |
| 2015 | "Memories"                                                                   | Spinnin' Deep                 | Không có album đĩa đơn |
| 2015 | "TENGU" (with Vigel)                                                         | DOORN Records                 | Không có album đĩa đơn |
| 2015 | "Lock 'N' Load"                                                              | Spinnin' Records              | Không có album đĩa đơn |
| 2016 | "Get Busy" (with TITUS)                                                      | DOORN Records                 | Không có album đĩa đơn |
| 2016 | "GO! (2016 Ice Hockey World Championship Official Anthem)"                   | MONoMARK Music                | Không có album đĩa đơn |
| 2016 | "Machine Gun"                                                                | MONoMARK Music                | Không có album đĩa đơn |
| 2016 | "Ninjas"                                                                     | Dim Mak Records               | Không có album đĩa đơn |
| 2016 | "Together" (với Martin Garrix)                                               | STMPD RCRDS                   | Seven                  |
| 2016 | "Ya Amar"                                                                    | MONoMARK Music                | Không có album đĩa đơn |
| 2017 | "Jank' N' Gank"                                                              | Spinnin' Copyright Free Music | Không có album đĩa đơn |
| 2017 | "HNDZ Up"                                                                    | Dim Mak Records               | Không có album đĩa đơn |
| 2017 | "Forever" (với Martin Garrix)                                                | STMPD RCRDS                   | Không có album đĩa đơn |
| 2017 | "Witchcraft"                                                                 | MONoMARK Music                | Không có album đĩa đơn |
| 2017 | "Into You" (hợp tác với Hanne Mjøen)                                         | STMPD RCRDS                   | Không có album đĩa đơn |
| 2018 | "Dawnbreaker" (với Tiësto)                                                   | Musical Freedom               | I Like It Loud         |
| 2018 | "Grizzly"                                                                    | STMPD RCRDS                   | Không có album đĩa đơn |
| 2018 | "Built For Us"                                                               | MONoMARK Music                | Không có album đĩa đơn |
| 2018 | "Mystery" (hợp tác với Swedish Red Elephant)                                 | STMPD RCRDS                   | Không có album đĩa đơn |
| 2018 | "Light Me Up" (với Raiden)                                                   | Protocol Recordings           | Không có album đĩa đơn |
| 2018 | "Saga"                                                                       | STMPD RCRDS                   | Không có album đĩa đơn |
| 2018 | "Takeoff"                                                                    | Musical Freedom               | Không có album đĩa đơn |

### Các bản Remix
| Năm  | Tên bài hát                                         | Nghệ sĩ gốc               | Hãng đĩa                  |
| ---- | --------------------------------------------------- | ------------------------- | ------------------------- |
| 2012 | "Beating of My Heart" (Matisse & Sadko Remix)       | M-3ox and Heidrun         | Heat Recordings           |
| 2012 | "Unity" (Matisse & Sadko Remix)                     | Shinedown                 | Atlantic Records          |
| 2012 | "Can't Stop Now" (Matisse & Sadko Remix)            | The Aston Shuffle         | Spinnin' Records          |
| 2013 | "Neon Eyes [Into The Deep]" (Matisse & Sadko Remix) | Saints of Valory          | F-Stop Records / Atlantic |
| 2015 | "Next to Me" (Matisse & Sadko Remix)                | Otto Knows                | Big Beat Records          |
| 2015 | "In My Head" (Matisse & Sadko Remix)                | Galantis                  | Big Beat Records          |
| 2016 | "Hey" (Matisse & Sadko Remix)                       | Fais (featuring Afrojack) | Wall Recordings           |
| 2018 | "Dreamer" (Matisse & Sadko Remix)                   | Axwell Λ Ingrosso         | Virgin EMI Records        |
| 2018 | "The Other" (Matisse & Sadko Remix)                 | Lauv                      | Self-released             |

### Vai trò sản xuất
| Năm  | Tên bài hát    | Nghệ sĩ                  | Hãng đĩa        |
| ---- | -------------- | ------------------------ | --------------- |
| 2018 | "Phantom"      | Dimitri Vangelis & Wyman | Buce Recordings |
| 2018 | "High on Life" | Martin Garrix            | STMPD RCRDS     |
| 2018 | "Dreamer       | Martin Garrix            | STMPD RCRDS     |